# Liste der Puten

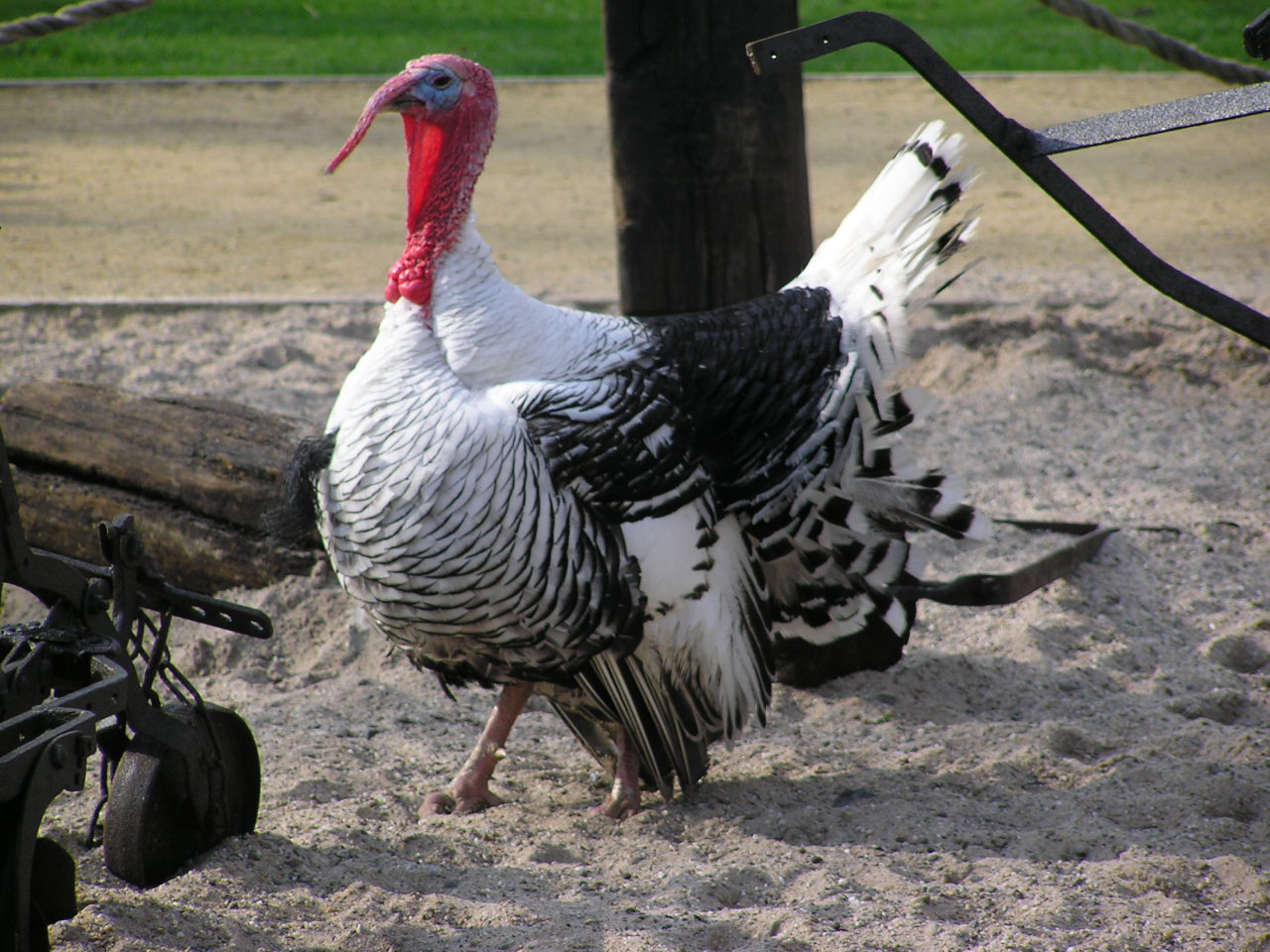
Cröllwitzer Pute.

Diese Liste der Puten verzeichnet Namen verschiedener Rassen und Farbenschläge der Pute. Dabei können gleiche Rassen mehrfach erscheinen, wenn sie unter unterschiedlichen Namen bekannt sind. Basierend auf der Liste der europäischen Geflügelrassen und deren Farbenschläge (Stand 2012) des Europäischen Verband für Geflügel-, Tauben-, Vogel-, Kaninchen- und Caviazucht (EE) werden hier alle in den europäischen Zuchtverbänden anerkannten Putenrassen unter Kennzeichnung ihrer Herkunft aufgeführt.
Vom Bund Deutscher Rassegeflügelzüchter wurden die Farbenschläge der Deutschen Pute in ihren drei Gewichtsklassen im Geflügelstandard beschrieben, der Leitstandard für den EE-Standard Geflügel ist. Sie werden wegen ihrer Aufnahme im europäischen Standard mit EE gekennzeichnet. Darüber hinaus werden alte Putenzüchtungen, die seit mehr als fünfzig Jahren bestehen und in die Liste seltener Rassen des EE aufgenommen wurden, markiert.

## A
- Amerikanische blaue Pute (USA)
- Amerikanische Bronzeputen (USA), seltene Rasse
- Amerikanische schwarze Pute (USA)

## B
- Beltsville Pute, weiß (USA)
- Blaue Pute (EE)
- Bourbonnaiser Pute, schwarz (F), seltene Rasse
- Bourbonpute (EE)
- Brianzolo-Pute (I)
- Bronzepute (EE), gefährdet[2][3]

## C
- Cambridge Bronzepute (GB)
- Cröllwitzer Pute (EE)[4][5]

## D
- Deutsche Puten (EE)[6]
  - Blau, → Blaue Pute
  - Bourbon, → Bourbonpute
  - Bronzefarbig, → Bronzepute
  - Cröllwitzer, → Cröllwitzer Pute
  - Gelb, → Gelbe Pute
  - Kupfer, → Kupferpute

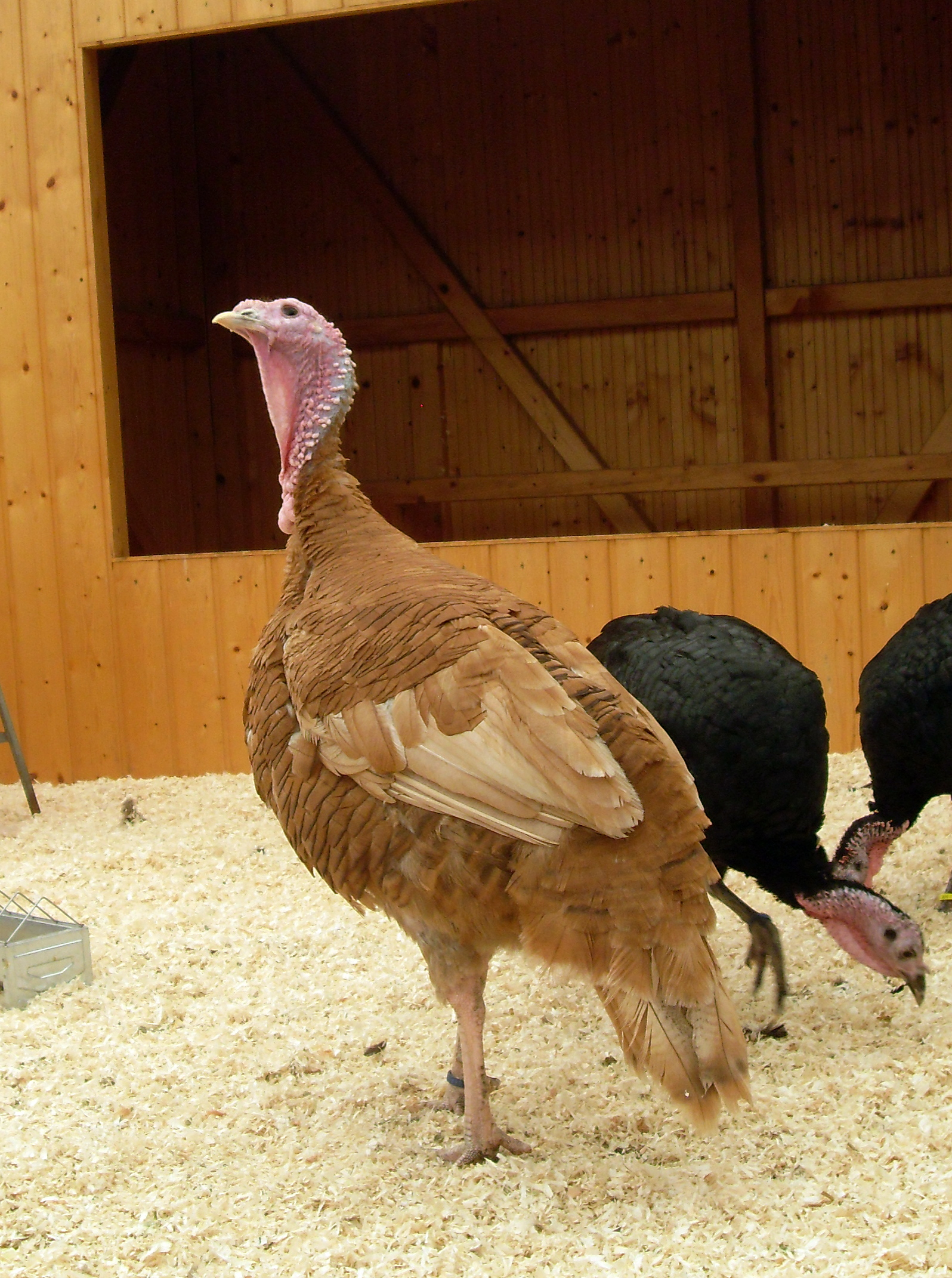
Deutsche Puten

  - Narragansettfarbig, → Narragansett-Pute
  - Rot, → Rote Pute
  - Rotflügel, → Rotflügelpute
  - Schwarz, → Schwarzpute
  - Schwarzflügel, → Schwarzflügelpute
  - Weiß, → Weiße Pute

## E
- Englische Pute, gelb

## F
- Französische Pute, porzellanfarbig (F)

## G
- Gelbe Pute (EE)
- Gers Pute, schwarz (F), seltene Rasse

## I
- Italienische Kastanienpute (I), seltene Rasse
- Italienische schwarze Pute (I), seltene Rasse

## K
- Kupferpute (EE)

## N
- Narragansett-Pute (EE), seltene Rasse
- Narragansett-Pute (USA)
- Norfolk Pute, schwarz (GB)

## R

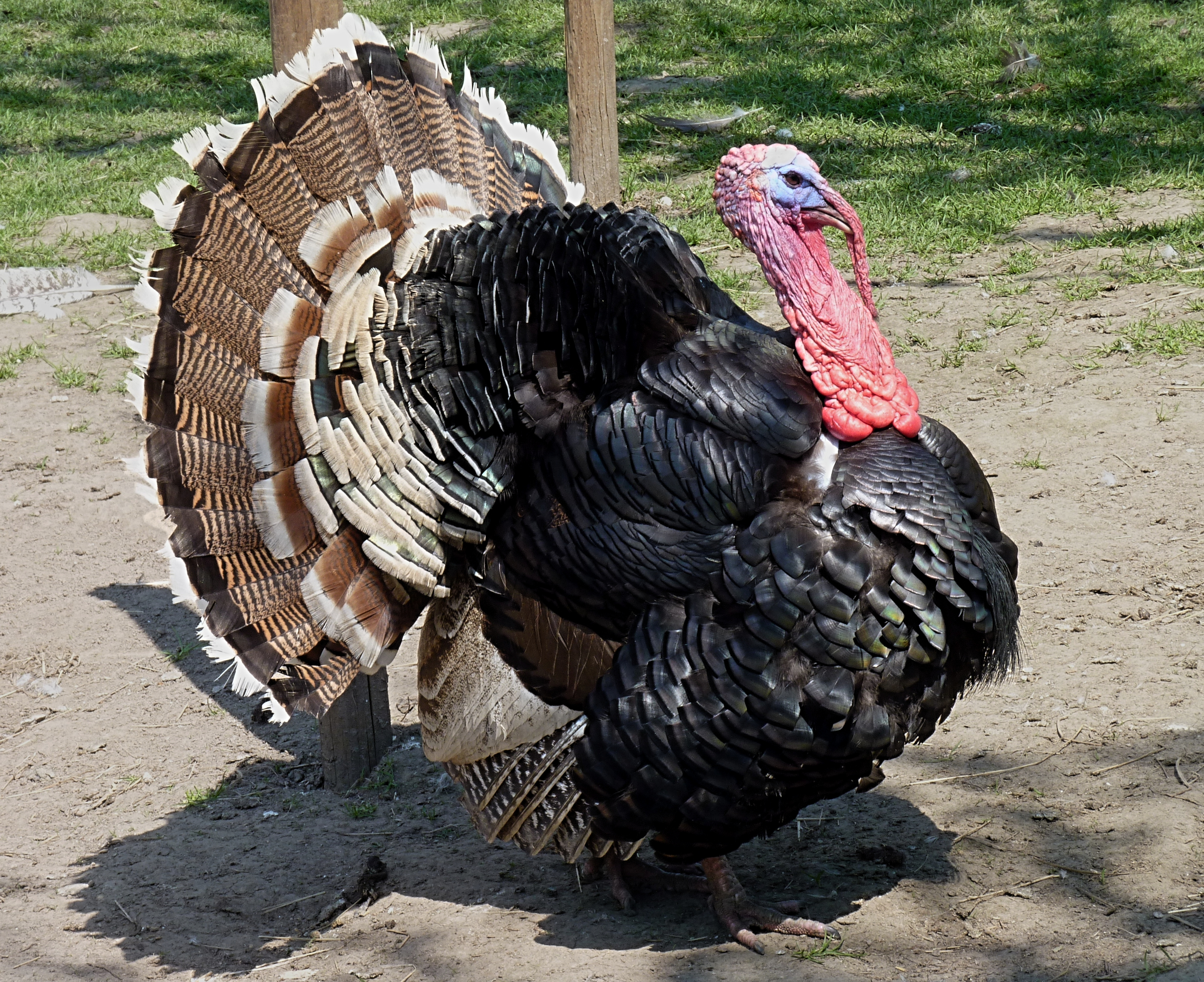
Ronquières Pute

- Ronquières Pute (B), seltene Rasse, gefährdet[7]
  - fahl
  - gelbschulter, = Tricoloré du Colorado (F), = Sweetgrass (USA)
  - hermelin, = Royal Palm (USA), → Cröllwitzer Pute (EE)
  - rebhuhnfarbig, =Krefelder Pute (D)
  - weiß
- Rote Pute (EE)
- Rotflügelpute (EE)
- Royal Palm (GB, USA), → Cröllwitzer Pute
- Rote Ardenner Pute (B/F), seltene Rasse

## S
- Schwarzpute (EE)
- Schwarzflügelpute (EE)
- Sologne Pute, schwarz (F), seltene Rasse

## T
- Tschechische Puten (CZ)
  - wildfarbig-weißgesäumt[8]
  - grauwildfarbig-weißgesäumt

## W
- Weiße Pute (EE)
- Weiße Holland Pute (USA)